# 2017-es vívó-világbajnokság
A 2017-es vívó-világbajnokságot július 19. és 26. között rendezték Lipcsében, Németországban. Összesen tizenkét számban avattak világbajnokot. A magyar vívóválogatott egy-egy arany-, ezüst- és bronzéremmel az éremtáblázat 4. helyén zárt, Szatmári András révén férfi kard egyéniben szerzett világbajnoki címet.

## Menetrend
| ● | Nyitóünnepség | S | Selejtezők | ● | Döntők | ● | Záróünnepség |

| July                       | July                       | 19    | 20    | 21    | 22    | 23    | 24    | 25    | 26    | Összesen |
| -------------------------- | -------------------------- | ----- | ----- | ----- | ----- | ----- | ----- | ----- | ----- | -------- |
| Ceremonies                 | Ceremonies                 |       |       | ●     |       |       |       |       | ●     |          |
| Párbajtőr egyéni           | Párbajtőr egyéni           | Női   | Férfi | Női   |       | Férfi |       |       |       | 2        |
| Tőr egyéni                 | Tőr egyéni                 | Férfi | Női   |       | Férfi | Női   |       |       |       | 2        |
| Kard egyéni                | Kard egyéni                | Férfi | Női   | Férfi | Női   |       |       |       |       | 2        |
| Párbajtőr csapat           | Párbajtőr csapat           |       |       |       |       |       | Női   |       | Férfi | 2        |
| Tőr csapat                 | Tőr csapat                 |       |       |       |       |       |       | Férfi | Női   | 2        |
| Kard csapat                | Kard csapat                |       |       |       |       |       | Férfi | Női   |       | 2        |
| Összesen átadott aranyérem | Összesen átadott aranyérem | 0     | 0     | 2     | 2     | 2     | 2     | 2     | 2     | 12       |

## Éremtáblázat
*   Magyarország
| Helyezés | Nemzet           | Arany | Ezüst | Bronz | Összesen |
| -------- | ---------------- | ----- | ----- | ----- | -------- |
| 1.       | Olaszország      | 4     | 1     | 4     | 9        |
| 2.       | Oroszország      | 3     | 0     | 3     | 6        |
| 3.       | Dél-Korea        | 1     | 2     | 0     | 3        |
| 4.       | Észtország       | 1     | 1     | 1     | 3        |
| 4.       | Magyarország     | 1     | 1     | 1     | 3        |
| 6.       | Franciaország    | 1     | 0     | 5     | 6        |
| 7.       | Ukrajna          | 1     | 0     | 1     | 2        |
| 8.       | Egyesült Államok | 0     | 2     | 0     | 2        |
| 9.       | Japán            | 0     | 1     | 1     | 2        |
| 9.       | Lengyelország    | 0     | 1     | 1     | 2        |
| 11.      | Kína             | 0     | 0     | 1     | 1        |
| 11.      | Svájc            | 0     | 0     | 1     | 1        |
| 11.      | Tunézia          | 0     | 0     | 1     | 1        |
| Összesen | Összesen         | 12    | 12    | 18    | 42       |

## Érmesek

### Férfiak
| Versenyszám      | Arany                                                                                | Ezüst                                                                                            | Bronz                                                                             |
| ---------------- | ------------------------------------------------------------------------------------ | ------------------------------------------------------------------------------------------------ | --------------------------------------------------------------------------------- |
| Párbajtőr egyéni | Paolo Pizzo · Olaszország                                                            | Nikolai Novosjolov · Oroszország                                                                 | Rédli András · Magyarország                                                       |
| Párbajtőr egyéni | Paolo Pizzo · Olaszország                                                            | Nikolai Novosjolov · Oroszország                                                                 | Richard Schmidt · Németország                                                     |
| Párbajtőr csapat | · Franciaország · Yannick Borel · Ronan Gustin · Daniel Jérent · Jean-Michel Lucenay | · Svájc · Max Heinzer · Georg Kuhn · Michele Niggeler · Benjamin Steffen                         | · Oroszország · Nikita Glazkov · Anton Glebko · Sergey Khodos · Pavel Sukhov      |
| Tőr egyéni       | Dmitry Zherebchenko · Oroszország                                                    | Toshiya Saito · Japán                                                                            | Daniele Garozzo · OlaszországTakahiro Shikine · Japán                             |
| Tőr csapat       | · Olaszország · Giorgio Avola · Andrea Cassarà · Alessio Foconi · Daniele Garozzo    | · Egyesült Államok · Miles Chamley-Watson · Race Imboden · Alexander Massialas · Gerek Meinhardt | · Franciaország · Jérémy Cadot · Enzo Lefort · Erwann Le Péchoux · Julien Mertine |
| Kard egyéni      | Szatmári András · Magyarország                                                       | Gu Bon-gil · Dél-Korea                                                                           | Kamil Ibragimov · OroszországVincent Anstett · Franciaország                      |
| Kard csapat      | · Dél-Korea · Gu Bon-gil · Kim Jun-ho · Kim Jung-hwan · Oh Sang-uk                   | · Magyarország · Decsi Tamás · Gémesi Csanád · Szatmári András · Szilágyi Áron                   | · Olaszország · Enrico Berrè · Dario Cavaliere · Luca Curatoli · Luigi Samele     |

### Nők
| Versenyszám      | Arany                                                                               | Ezüst                                                                         | Bronz                                                                                           |
| ---------------- | ----------------------------------------------------------------------------------- | ----------------------------------------------------------------------------- | ----------------------------------------------------------------------------------------------- |
| Párbajtőr egyéni | Tatyana Gudkova · Oroszország                                                       | Ewa Nelip · Lengyelország                                                     | Olena Kryvytska · UkrajnaJulia Beljajeva · Észtország                                           |
| Párbajtőr csapat | · Észtország · Julia Beljajeva · Irina Embrich · Erika Kirpu · Kristina Kuusk       | · Kína · Sun Yiwen · Sun Yujie · Xu Chengzi · Zhu Mingye                      | · Lengyelország · Renata Knapik-Miazga · Ewa Nelip · Magdalena Piekarska · Barbara Rutz         |
| Tőr egyéni       | Inna Deriglazova · Oroszország                                                      | Alice Volpi · Olaszország                                                     | Arianna Errigo · OlaszországYsaora Thibus · Franciaország                                       |
| Tőr csapat       | · Olaszország · Martina Batini · Arianna Errigo · Camilla Mancini · Alice Volpi     | · Egyesült Államok · Lee Kiefer · Margaret Lu · Nzingha Prescod · Nicole Ross | · Oroszország · Inna Deriglazova · Anastasia Ivanova · Svetlana Tripapina · Adelina Zagidullina |
| Kard egyéni      | Olha Kharlan · Ukrajna                                                              | Azza Besbes · Tunézia                                                         | Irene Vecchi · OlaszországCécilia Berder · Franciaország                                        |
| Kard csapat      | · Olaszország · Martina Criscio · Rossella Gregorio · Loreta Gulotta · Irene Vecchi | · Dél-Korea · Hwang Seon-a · Kim Ji-yeon · Seo Ji-yeon · Yoon Ji-su           | · Franciaország · Cécilia Berder · Manon Brunet · Charlotte Lembach · Caroline Queroli          |